# Кочеты
Кочеты — река в Краснодарском крае, левый приток реки Кирпили. Длина реки — 37 км.
Началом считается слияние речек Кочеты 2-я и Кочеты 3-я, у села Красносельское. Типичная степная река.
Впадает в Кирпили на восточной окраине станицы Медвёдовской. Истоки реки Кочеты располагаются на абсолютных высотах не более 80 м.

## Источник
- Лотышев И. П. География Кубани. Энциклопедический словарь. Майкоп, 2006.